# Sebal e Belide
Sebal e Belide est une paroisse civile portugaise (en portugais : freguesia) de la municipalité de Condeixa-a-Nova dans le district de Coimbra. Elle est créée en 2013, par fusion des paroisses de Sebal et Belide.

## Histoire
La paroisse est créée par la loi no 11-A/2013 du 28 janvier 2013 portant réorganisation administrative du territoire des freguesias, en fusionnant les paroisses de Sebal et Belide. Son nom officiel est União das Freguesias de Sebal e Belide et son siège est fixé à Sebal.

## Démographie
Lors du recensement de 2021, Sebal e Belide compte 2 731 habitants.